# Cyclops caeruleus
Cyclops caeruleus – wątpliwy gatunek widłonoga z rodziny Cyclopidae. Opisał go w 1776 roku duński przyrodnik Otto Friedrich Müller. W bazie World Register of Marine Species takson ten ma status nomen dubium.